# セルマー群
数論幾何学のセルマー群（セルマーぐん、英: Selmer group）とは、アーベル多様体の同種写像から作られる、ある群のこと。Selmer (1951)
の研究に敬意を表して
Cassels (1962)
が名付けた。

## 同種写像のセルマー群
アーベル多様体 A のアーベル多様体の同種写像 f : A → B についてのセルマー群はガロアコホモロジーを使って
{\displaystyle \operatorname {Sel} ^{(f)}(A/K)=\bigcap _{v}\ker(H^{1}(G_{K},\ker(f))\rightarrow H^{1}(G_{K_{v}},A_{v}[f])/\operatorname {im} (\kappa _{v}))}
と定義される。ここで
Av[ f ]
は
Av
の
f
捩れ元全体であり、{\displaystyle \kappa _{v}}
は局所クンマー写像
{\displaystyle B_{v}(K_{v})/f(A_{v}(K_{v}))\rightarrow H^{1}(G_{K_{v}},A_{v}[f])}
である。{\displaystyle H^{1}(G_{K_{v}},A_{v}[f])/\operatorname {im} (\kappa _{v})}
は
{\displaystyle H^{1}(G_{K_{v}},A_{v})[f]}
と同型であることに注意する。幾何学的には、セルマー群の元からくる主等質空間は
K
のすべての素点
v
について
Kv
有理点を持つ。セルマー群は有限である。f
によって消えるテイト・シャファレヴィッチ群の部分群は、このことと完全系列
0 → B(K)/f (A(K)) → Sel( f )(A/K) → Ш(A/K)[ f ] → 0
から有限であることがわかる。この完全系列の中央のセルマー群は有限で実効的に計算可能である。これは弱いモーデルの定理、つまり部分群
B(K)/f (A(K))
が有限であることを意味する。この部分群が実効的に計算できるかどうかという問題は有名な難問である。テイト・シャファレヴィッチ群の
p
成分が有限となるような素数
p
があれば、これを計算する方法で正しい答えを出力し終了するものがある。テイト・シャファレヴィッチ群は実は有限であろうと予想されており、そうであれば任意の素数
p
を使うことができる。しかし、テイト・シャファレヴィッチ群がすべての素数
p
に対して無限の
p
成分を持てば（ありそうもないと見られているが）、この処理は終了しないかもしれない。
Greenberg (1994) は岩澤理論の文脈でセルマー群の概念をより一般の p 進ガロア表現とモチーフの p 進変形に対して一般化した。

## 有限ガロア加群のセルマー群
より一般に、有限ガロア加群 M（同種写像の核が一例）のセルマー群を
H1(GK, M)
の元で
H1(GKv, M)
における像がある与えられた部分群に入るもの全体として定義できる。